# Oropos (Attika)
Oropos (griechisch Ωρωπός (m. sg.); offizielle Bezeichnung: Dimos Oropion Δήμος Ωρωπίων, arvanitisch Οροπου Oropu) ist eine griechische Gemeinde im Nordwesten der Halbinsel Attika.

## Geografie
Oropos liegt etwa 50 Kilometer nördlich der Hauptstadt Athen im Regionalbezirk Ostattika.
Bei der Verwaltungsreform 2010 wurde die Gemeinde durch Vereinigung der bis dahin selbständigen Gemeinden und Landgemeinden Oropos, Afidnes, Avlona, Kalamos, Kapandriti, Malakasa, Markopoulo Oropou, Artemi, Nea Palatia, Artemi, Polydendri, Skala Oropou und Sykamino gebildet.

## Geschichte

### Antike
Oropos war der Vorort der zwischen Athen und Boiotien umstrittenen Landschaft Oropia. Der Ortsname und der Name des benachbarten Flusses Asópos lassen auf eine vorgriechische Besiedelung schließen. In der Antike war vor allem der Hafen der Stadt von Bedeutung, weil von hier die kürzeste Verbindung nach Euböa bestand und die Insel wegen ihres Vieh- und Getreidereichtums strategisch wichtig war. Der Aristoteles-Schüler Dikaiarchos weiß über die Bewohner der antiken Stadt zu berichten, dass sie besonders gerissen und habgierig waren. Bis 402 v. Chr. bestand der Ort nur aus der Hafenstadt – dem heutigen Gemeindebezirk Skala Oropou –, dann wurde ein Teil des Ortes in die Nähe des heutigen Dorfes Oropos ins Binnenland verlegt.
Beim Küstendorf Dílion finden sich spärliche Überreste eines delischen Apollon-Heiligtums. 425 v. Chr. fand hier eine Schlacht zwischen Athenern und Thebanern statt, die die Thebaner gewannen. Bei Inófyta (zwölf Kilometer nordwestlich von Oropos) fand 456 v. Chr. eine andere Schlacht zwischen den beiden Kontrahenten statt, in der die Athener einen großen Sieg feiern konnten. Im Jahre 155 v. Chr. musste im Rahmen eines Konfliktes zwischen Athen und Oropos eine athenische Philosophengesandtschaft u. a. mit Karneades von Kyrene zu einem Schiedsspruch nach Rom reisen.

### Archäologischer Befund
Die älteste näher untersuchte Siedlungsphase wird auf 760 bis 675 v. Chr. datiert. In dieser Zeit gab es in dem Gebiet drei klar unterscheidbare Weiler, die als Wohnort jeweils einer Großfamilie abgesprochen werden. Die einzelnen Häuser waren oval und mit Apsiden ausgestattet. Der am besten untersuchte Weiler weist ein durch seine Größe dominierendes zentrales Haus mit Feuerstelle auf. In umliegenden Gebäuden waren Töpferöfen vorhanden. Ein Hortfund enthielt eiserne Werkzeuge und Pfeilspitzen sowie Schmuck aus Bronze, Silber, Glasperlen und Fayencen.
Insgesamt sind die antiken Reste von Oropos recht spärlich. Das Hauptheiligtum und die Orakelstätte des Amphiaraos lagen sechs Kilometer südöstlich in einem schmalen Waldtal. Seit 1884 durchgeführte Ausgrabungen legten einen Tempel und eine dorische Halle aus dem 4. Jahrhundert v. Chr. frei. Weiterhin wurden ein Theater, ein Stadion, Gäste- und Verwaltungshäuser, die Akropolis sowie diverse Inschriften freigelegt. Im Nachbarort Néa Palátia finden sich ebenfalls spärliche Reste des antiken Demos Oropos.

### Neuzeit
Bei Oropos wurde während der griechischen Militärdiktatur 1967 ein Konzentrationslager eingerichtet. Bekanntester Häftling war Mikis Theodorakis.
Bei Malakasa befindet sich ein Camp für Flüchtlinge und Migranten, in dem gegenwärtig (Stand April 2020) ca. 1800 Personen untergebracht sind.

## Sehenswürdigkeiten

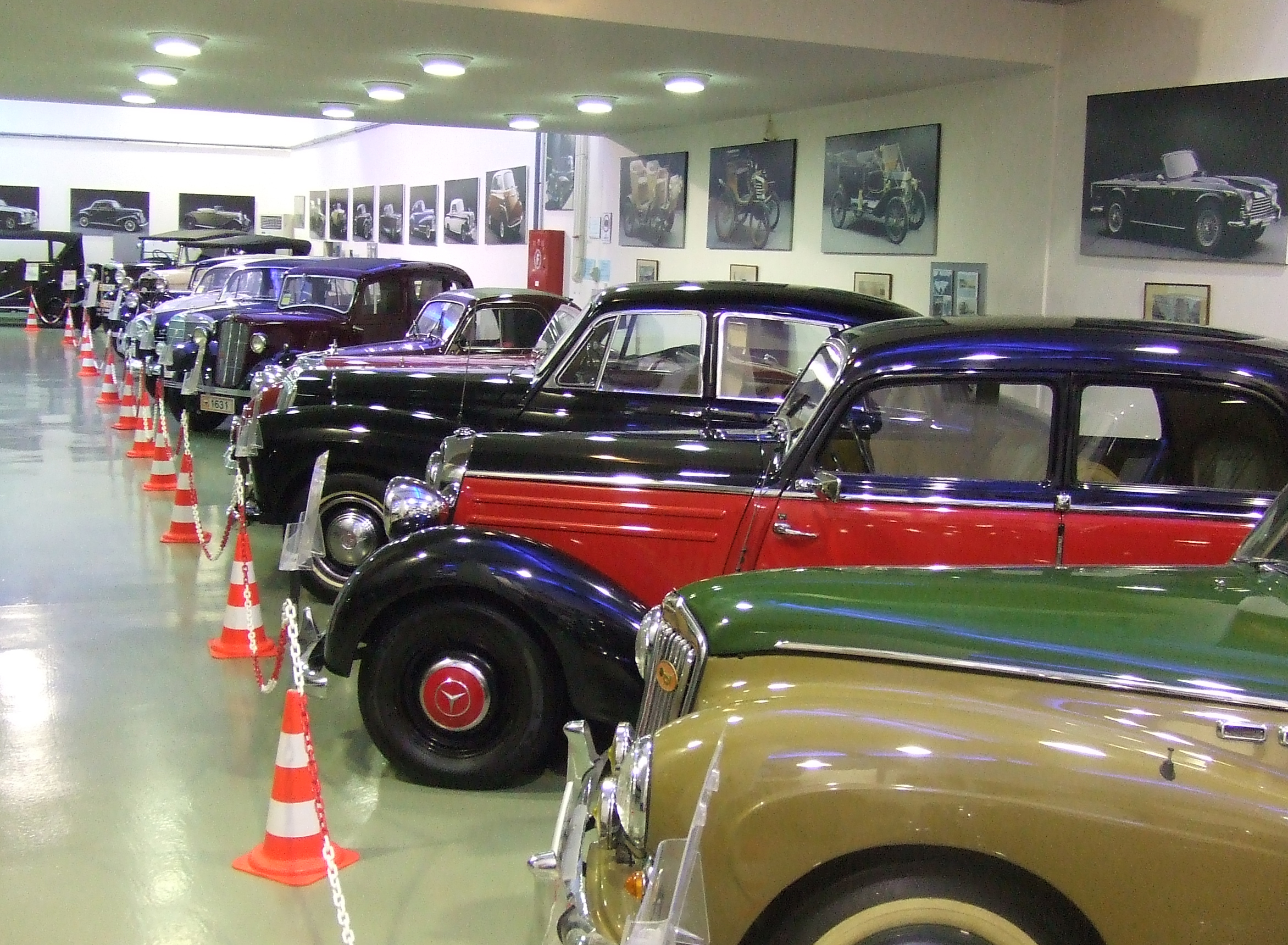
Museum „O Phaeton“

- Es ist eine kleine Kirche aus dem 17. Jahrhundert erhalten.
- Privates Automobilmuseum „O Phaeton“
- Archäologisches Museum

## Infrastruktur
Die Ortsteile Afidnes, Polydendri und Sfendali besaßen je einen Bahnhof an der Bahnstrecke Piräus–Platy. Der Bahnhof von Polydendri wird heute nicht mehr betrieben.